# Desplanque Farm Cemetery
Desplanque Farm Cemetery is een kleine Britse militaire begraafplaats met gesneuvelden uit de Eerste Wereldoorlog, gelegen in de Franse gemeente La Chapelle-d'Armentières in Noorderdepartement. De begraafplaats werd ontworpen door William Cowlishaw en ligt minder dan een kilometer ten zuiden van het dorpscentrum, achter een boerderij langs de weg naar Bois-Grenier. Het terrein heeft een rechthoekig grondplan met een oppervlakte van 473 m² en is omgeven door een natuurstenen muur. Centraal aan de westelijke muur staat het Cross of Sacrifice. De begraafplaats wordt onderhouden door de Commonwealth War Graves Commission. 
Er rusten 55 gesneuvelden uit de Eerste Wereldoorlog, waaronder 2 niet geïdentificeerde. 

## Geschiedenis
Tijdens de Eerste Wereldoorlog liep het front door La Chapelle-d'Armentières. Hier bevond zich vlak bij de frontlijn een boerderij die men eerst als veldhospitaal gebruikte en later als observatiepost. De begraafplaats werd in oktober 1914 door eenheden van de 6th Division gestart en bleef in gebruik tot juni 1916. Onder de geïdentificeerde doden zijn er 45 Britten en 8 Australiërs.